# Michał Banasik
Michał Banasik (ur. 28 września 1941 w Katowicach, zm. 19 października 2010 na Bali) – polski kompozytor, pianista, organista-wirtuoz.

## Życiorys
Michał Banasik urodził się w Katowicach. Uczęszczał do Akademii Muzycznej im. Karola Szymanowskiego w Katowicach.
W latach 1974–1984 występował w znanym również w Niemczech duecie jazzowym Banasik-Zubek, którego płytę wydał Tonpress. Znalazły się na niej takie utwory jak: „Posłaniec”, „Champagne rag”, „Panienki z Rochefort” i „Dobranocka”.
Koncertował też na organach w katowickiej katedrze z Józefem Skrzekiem i Julianem Gembalskim.
W 1998 artysta wydał wraz z Józefem Skrzekiem album Czas.
Współpracował m.in. z ośrodkiem regionalnym TVP w Katowicach oraz Śląskim Teatrem Lalki i Aktora „Ateneum”. Komponował muzykę filmową, m.in. do filmów Janusza Kidawy i Wojciecha Sarnowicza. W świecie rockowym znany był z improwizowanych płyt na organy i syntezator Mooga nagranych w duecie z Józefem Skrzekiem.
W ostatnim okresie życia pracował jako muzyk na statkach, m.in. MS Hanseatic opływającego w rejsach turystycznych okolice Bieguna Północnego.
Liczne utwory improwizowane przez Banasika nie przyniosły mu żadnych dochodów, artysta nie dbał o tantiemy.
Zmarł po wstaniu od instrumentu na statku u wybrzeży Bali. Został pochowany na cmentarzu przy ul. Francuskiej w Katowicach.

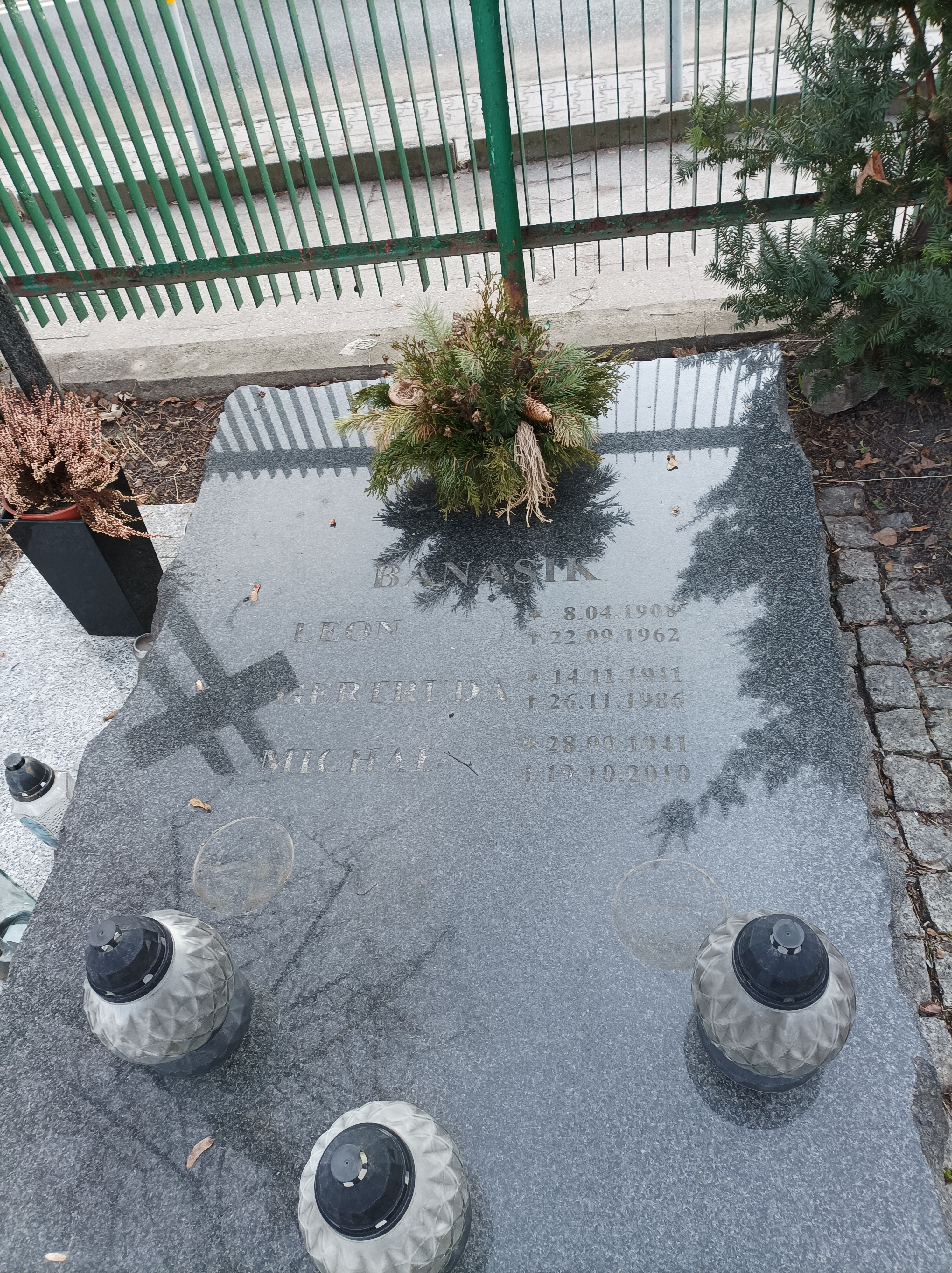
Grób Michała Banasika na cmentarzu przy ul. Francuskiej w Katowicach

## Życie prywatne
Michał Banasik miał trzech synów, jeden z nich to pianista Piotr Banasik.

## Filmografia[7]
- 1971 – Sam wśród ptaków
- 1972 – Drogami czasu
- 1976 – Człowiek z cyfrą
- 1987 – Życie w obrazach
- 1991 – Górnicy z kopalni Wujek
- 1994 – Oto dom mój w którym jestem – Stefan Centomirski

## Dyskografia
- Czas: dwa koncerty nagrane wraz z Józefem Skrzekiem[8]